# Ў̄
Cette page contient des caractères spéciaux ou non latins. S’ils s’affichent mal (▯, ?, etc.), consultez la page d’aide Unicode.
Ў̄ (minuscule : ў̄), appelé ou brève macron, est une lettre additionnelle de l’alphabet cyrillique utilisée en doungane par certains auteurs ou dans la transcription du chinois. Elle est composée du ou ‹ У › diacrité d’un brève et d’un macron.

## Utilisations
En doungane, certains auteurs utilisent les accents sur les voyelles pour indiquer les tons, dont l’ou brève macron cyrillique ‹ ў̄ ›,.

## Représentation informatique
L’ou brève macron peut être représenté avec les caractères Unicode suivants (cyrillique, diacritiques) :
| formes    | représentations | chaînes de caractères | points de code       | descriptions                                                        |
| --------- | --------------- | --------------------- | -------------------- | ------------------------------------------------------------------- |
| capitale  | Ў̄               | У◌̆◌̄                   | U+0423 U+0306 U+0304 | lettre majuscule cyrillique ou diacritique brève diacritique macron |
| minuscule | ў̄               | у◌̆◌̄                   | U+0443 U+0306 U+0304 | lettre minuscule cyrillique ou diacritique brève diacritique macron |